# Ziegelhütte (Seuversholz)
Ziegelhütte ist ein Gemeindeteil von Pollenfeld im oberbayerischen Landkreis Eichstätt.

## Lage
Der Ort liegt in der Gemarkung Seuversholz auf der Hochfläche der Südlichen Frankenalb nördlich des Altmühltales, an einem Waldrand etwa 1300 m nordwestlich von Seuversholz und 3 km von Pollenfeld entfernt. Sie besteht aus drei Anwesen, eines davon ist ein Gasthaus.
Eine Gemeindestraße führt nach Seuversholz und über Heiligenkreuz nach Petersbuch.

## Geschichte
Ziegelhütte war ein Ortsteil der Gemeinde Seuversholz, die im Zuge der Gemeindegebietsreform am 1. Juli 1972 in die Gemeinde Pollenfeld eingegliedert wurde.